# کریستیان کروگ
کریستیان کروگ (نروژی: Christian Krohg؛ زاده ۱۳ اوت ۱۸۵۲ درگذشته ۱۶ اکتبر ۱۹۲۵) یک نقاش اهل نروژ بود.

## نگارخانه

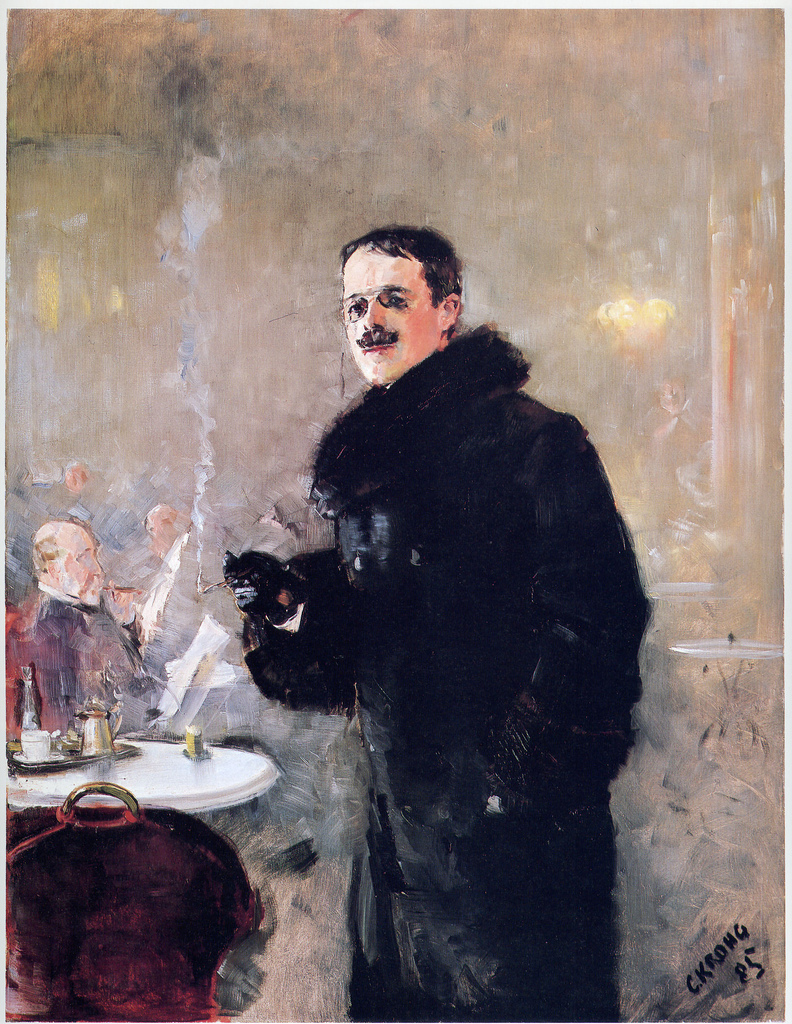
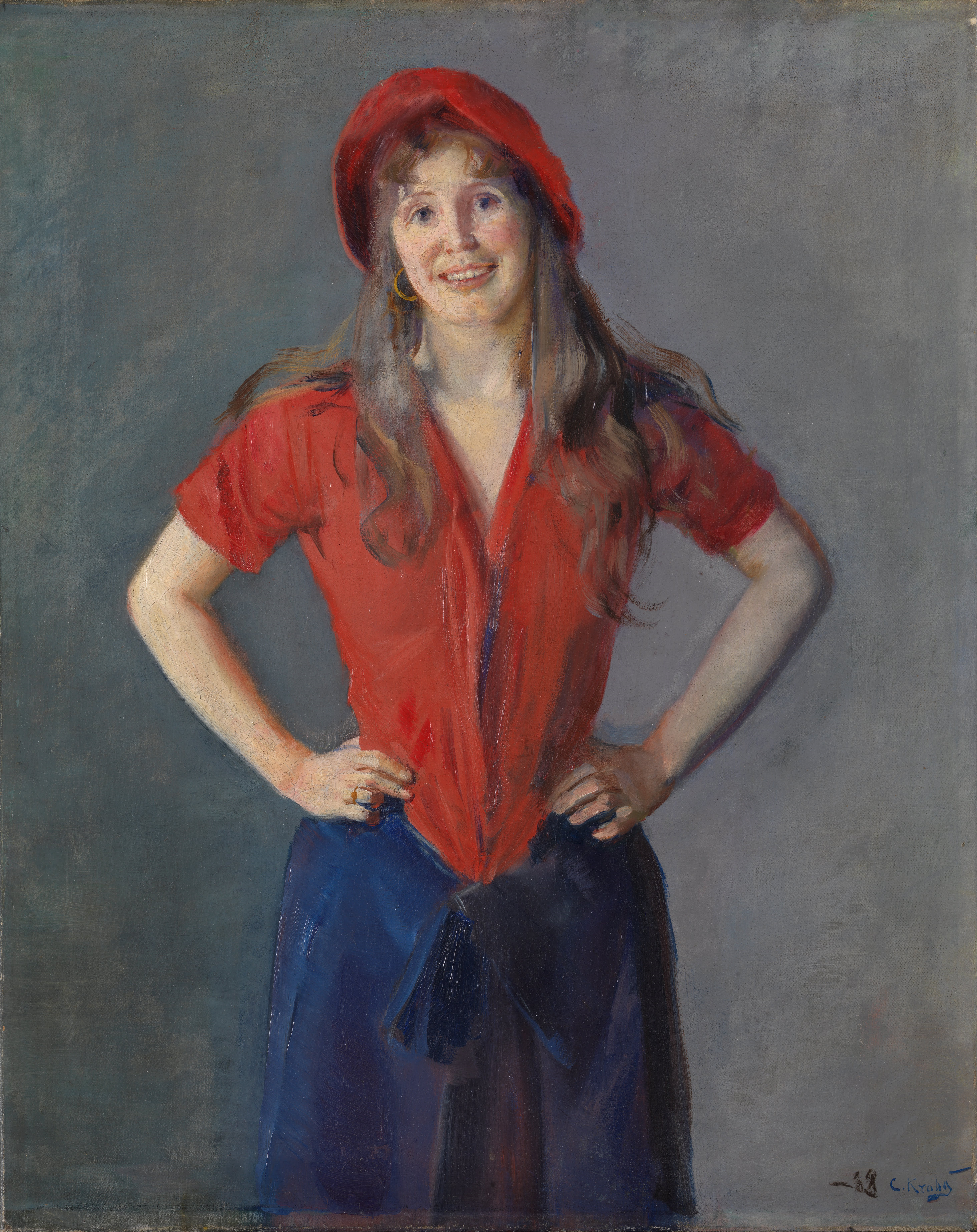
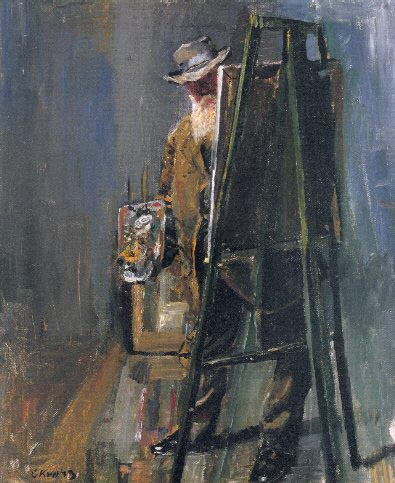
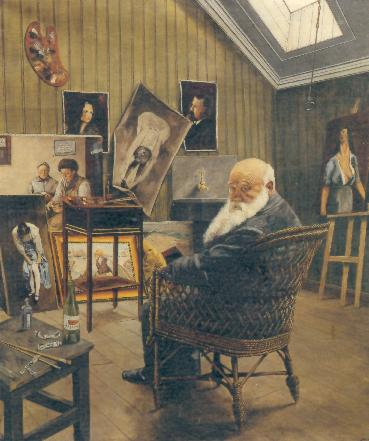
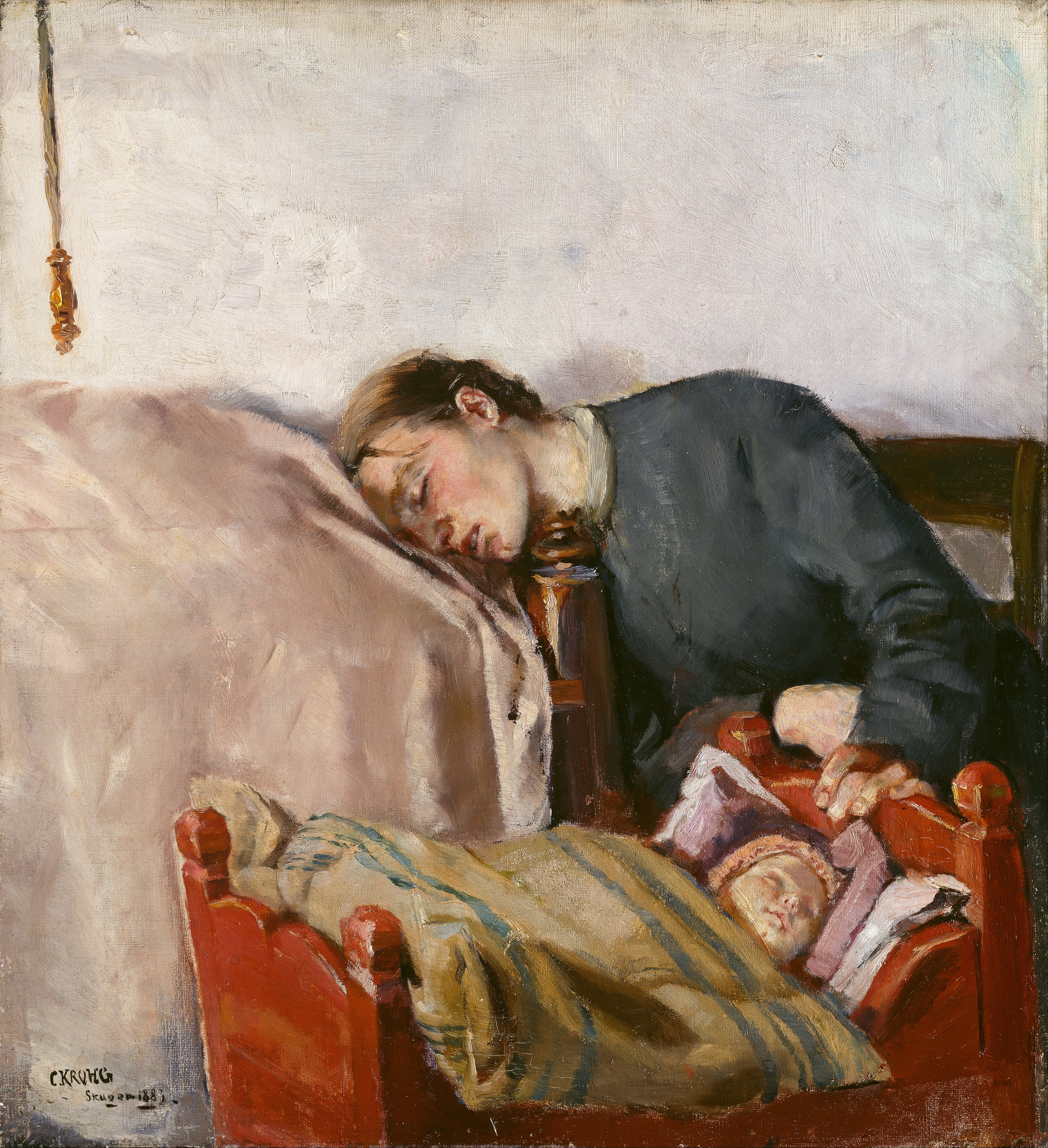
مادر و کودک
۱۸۸۳ م.
گالری ملی نروژ